# Dorfmühle (Brünnau)
Die Dorfmühle (Adresse Brünnau 64) ist eine ehemalige Getreidemühle im Prichsenstädter Ortsteil Brünnau in Unterfranken. Sie liegt am Mainzufluss Schwarzach im Osten des Altortes.

## Geschichte
Über die Geschichte der ehemaligen Dorfmühle ist nicht viel bekannt. Sie wurde wohl bereits im 16. Jahrhundert errichtet. Im Kern datieren die heute noch erhaltenen Baulichkeiten auf die Zeit um 1600, wobei eine genauere Einordnung schwierig ist. Die Mühle stellte wohl die Mehlversorgung der Brünnauer Bevölkerung sicher. Dabei besaß das Dorf bereits seit 1577 mit der Stolzenmühle am Weg nach Neuses am Sand und der Aumühle bei Schallfeld zwei weitere Mühlen. Alle Betriebe existierten über Jahrhunderte nebeneinander.
Im 18. Jahrhundert wurden die meisten der erhaltenen Mühlengebäude erneuert. Das Wohnhaus für die Müllersfamilie wurde im Jahr 1734 errichtet. Die Jahreszahl wurde im Keilstein vermerkt. In späterer Zeit ergänzte man die Nebengebäude. Erst im 19. Jahrhundert waren alle heute noch erhaltenen Baulichkeiten fertig. Die Mühle wurde noch bis in die 1950er Jahre betrieben. Ein Zeitungsartikel der Main-Post von 1959 beschreibt die Anlage. Heute ist die Mühle stillgelegt, die Technik wurde entfernt.

## Beschreibung
Die meisten der ehemaligen Mühlenbauten werden vom Bayerischen Landesamt für Denkmalpflege als Baudenkmal eingeordnet. Sie stehen heute leer und sind dem Verfall preisgegeben. Ältestes Gebäude ist die Mühle selbst. Der zweigeschossige Halbwalmdachbau mit aufgesetztem Dachgeschoss geht auf die Zeit um 1600 zurück. Besonders prächtig wurde das barocke Eingangsportal aus dem Jahr 1734 gestaltet. Bei den Nebengebäuden handelt es sich um schlichte Bruchsteinbauten mit Satteldach.